# 구글 애널리틱스
구글 애널리틱스(Google Analytics)는 현재 구글 마케팅 플랫폼 브랜드 내의 플랫폼으로서, 웹사이트 트래픽을 추적하고 보고하는 구글이 제공하는 웹 애널리틱스 서비스이다. 구글은 2005년 11월 Urchin을 인수한 이후 이 서비스를 런칭했다.
2019년 기준으로 구글 애널리틱스는 웹에서 가장 널리 사용되는 웹 애널리틱스 서비스이다. 구글 애널리틱스는 구글 애널리틱스 포 모바일 앱스(Google Analytics for Mobile Apps)라는 이름의 iOS, 안드로이드 앱을 제공한다. 구글 애널리틱스는 브라우저, 브라우저 확장 기능, 방화벽, 그리고 기타 수단을 통해 차단이 가능하다.
구글 애널리틱스는 고안 당시부터 수많은 버전을 거쳐왔다. 현재는 GA4 단계에 있다. 현재 기본 구글 애널리틱스 설치본인 GA4는 구글이 베타 형태로 2019년 출시한 앱+웹 프로퍼티에서 이름이 변경된 버전이다. GA4는 현재 UA, 즉 유니버설 애널리틱스(Universal Analytics)를 대체한다. GA4의 한 가지 특별한 기능으로, 한때 엔터프라이즈 GA 360과만 호환되었던 기능인 구글의 빅쿼리와의 자연스러운 연동이 있다. 이러한 움직임은 GA와 무료 사용자들이 더 넓은 클라우드 제공 기능과 연동할 수 있게 하려는 구글의 노력을 의미한다.